# Ectropis anisa
Ectropis anisa là một loài bướm đêm trong họ Geometridae.